# 私の何がイケないの?
『私の何がイケないの?』（わたしのなにがイケないの?）は、TBSテレビで2011年10月20日から2016年3月14日まで放送された日本のバラエティ番組。全170回。
2011年10月からの半年間は深夜に放送され、2012年10月からはゴールデンタイムに放送された。

## 概要
番組開始当初から深夜放送（第1期）までは恋愛バラエティ番組としてスタートし、「幸せになれない」衝撃生態を「恋愛コンサルタント軍団」が強烈ダメ出しをし、ゲストを幸せに導くという形式をとっていた。
事実上のパイロット版である初回は、2011年5月4日（関東地区）に1時間番組として放送。同年10月20日から2012年3月22日までは、一部系列局の深夜帯でもレギュラー放送されていた。2012年3月22日でレギュラー番組としては終了。
2012年1月12日には、一部系列局を除いた『スパモク!!』内で2時間スペシャルとして放送。続いて、同年3月22日の21:00 - 22:48、同年7月3日の19:00 - 20:54には、全国ネットによる2時間スペシャルが放送された。

### ゴールデンタイムにおける本番組の扱い
2012年10月8日より、月曜19時台のレギュラー番組として放送されることになったが、ローカルセールス枠での放送になる。
このゴールデンタイム進出後は恋愛だけでなく、健康・美容や経済、夫婦・親子といった家族の仲などの話題にも踏み込んでいる。
ゴールデンタイム進出当初は特に健康・美容関係に力を入れて、美容整形や誤った健康法・食事法などについての警告・警鐘を促すテーマも数多く放送されており、中でも、ヴァニラなる人物はこの番組で自ら「フランス人形のような体になりたい」と、美容整形に通う「整形サイボーグ」としてたびたび取り上げられ、番組外でも話題になった。再三医師の危険勧告を顧みずして整形を繰り返すことに、江角マキコ・友利新・西川史子をはじめとする各パネラーからも非難の声が上がっている。その反面、視聴者の反響も多く、2013年8月25日放送の番組では、ヴァニラに憧れて、同じような願望や悩みを抱える整形希望の女性、通称「ヴァニラ女子」を取り上げた特集も行われた。
その後2013年6月から、日曜日の20時台に健康情報番組『駆け込みドクター!運命を変える健康診断』が開始されてから、美容・整形を除いた健康関連のテーマの放送頻度は前述の番組と内容が重複するため大幅に減った代わりに、主に「有名人のワケあり家族（夫婦・親子など）」をテーマにすることが多く、出場した夫婦・親子らに対してパネラー陣が批判することも増えている。
この他に、ドケチ節約術や、芸能人のお宝鑑定企画、飲食店でのクレーム企画、宝塚歌劇団タカラジェンヌOG（2014年8月4日放送）、同じく元タカラジェンヌOGのレズビアン夫妻（2014年6月30日・7月14日・2015年5月25日〈一部地域を除き2時間SP〉）、ミス日本（同8月18日放送）、ダウン症児を抱える家族（2014年10月7日放送）など、女性の今を取材テーマにした社会派特集が組まれることもある。
2013年4月29日に放送された女性社長の高額な買い物を紹介する企画で、高級外車の販売価格や売買の事実に誤りがあり、12月16日放送分の中で訂正し謝罪した。広報部は「制作側が確認を怠ったことが原因で、やらせではない」と説明している。
2015年4月からは、関東ローカルの事後のミニ番組「来週の私の何がイケないの?」が廃止され、通常編成時には5分拡大の20:00まで放送に変更、改編後初回は20:54までの2時間SP。直後の『世にも不思議なランキング なんで?なんで?なんで?』との接続はステーションブレイクレスに変更。これによりTBS20時台番組との接続が全てステブレレスになった。
これまでは、直後の月曜20時番組がドラマ枠『パナソニック ドラマシアター』→『月曜ミステリーシアター』である関係上、拡大SPはドラマ作品が終了した四半期の区切りに放送する程度だったが、2015年春より20時番組がドラマ枠から先述のバラエティ『なんで?なんで?なんで?』に代わったため、5月11日以降非改編期での2時間SPを行うことがしばしばある。この場合、主に通常時の本番組を同時ネットとはしない局では、ネットセールスの対象となる20時 - 20時54分にTBSからの裏送りで54分間に編集したものを放送したり改編期であればローカルセールス番組を休止して臨時に2時間フルネットにする放送局がある。特に2016年に入ってからは、『なんで?なんで?なんで?』が2015年末で突然打ち切りになった影響により、その埋め合わせとして全ての回が2時間SPとして放送された。
2016年3月14日の最終回2時間スペシャルで放送終了したが、番組出演者による放送終了の挨拶は無かった。有田は後番組『ご対面バラエティー 7時にあいましょう』にも引き続き出演した。『ご対面バラエティー 7時にあいましょう』以降のTBSの月曜19時台はネットワークセールス枠に転換されるため、月曜19時台がローカルセールス枠で放送されたのは当番組限りとなった。

## 出演

### 司会
- 有田哲平（くりぃむしちゅー）
- 江角マキコ - 深夜ののレギュラー放送版を除く

### 代理司会
- マツコ・デラックス - 司会の有田がインフルエンザで欠席した際の司会（2014年4月21日と28日・同じナチュラルエイト所属）

### アシスタント
- 高野貴裕（TBSアナウンサー） - レギュラー放送版のみ出演

### コメンテーター
パイロット版、及びレギュラー第1期はコメンテーター陣を「最強恋愛コンサルタント軍団」と称していたが、ゴールデンタイム進出当初は「専門家」という肩書で登場し、レギュラー化されてからは基本3人体制にしながら、友利と西川がレギュラー専門家、残り1名（スペシャル版の時はさらに若干名増える場合あり）を週替わりでゲスト専門家として招くというのが一応の基本となっている。
専門家とは別に芸能人・文化人のゲストコメンテーター（毎回6-8人程度。うち1-2名程度男性が入る場合もある）を迎え入れているが、2013年4月以後は、健康・美容以外のテーマを取り上げる場合、レギュラー専門家である友利・西川はゲストコメンテーターと同じ席に座ることが多くなっており、その分ゲストの専門家が2-3名登場したり、まれにゲスト専門家の出演がない場合もあった。
レギュラーコメンテーター
- オアシズ
- 森三中
- ハリセンボン
- 友利新
- 西川史子
- 千秋

主なゲスト専門家
- 五百田達成
- ピカ子
- 未來歩
- 西口敦
- 志摩純一
- 柴崎竜人
- 北村邦夫
- 塚越友子
- 杉浦里多
- 犬山紙子
- 渡辺佳恵
- 池内ひろ美
- 晴香葉子
- DaiGo
- 影宮竜也

その他よく登場するコメンテーター・ゲスト
- 中尾彬
- 遠野なぎこ
- IZAM・吉岡美穂夫妻 - 「飲食店でのクレーム企画」をテーマにしたミニコーナーがあるときに出演することが多い
- 谷隼人・松岡きっこ夫妻
- 松本明子 - 「ドケチ節約術」をテーマにしたミニコーナーがあるときに出演することが多く専門家として出演したこともあった
- おりも政夫一家（松岡かおり、おりもりお<番組では本名の「織茂璃穏」として>など）
- 浅香光代・世志凡太（事実婚）
- 川崎麻世・カイヤ夫妻ら

## ネット局

### パイロット版
| 放送対象地域  | 放送局名              | 系列    | 放送日時                           | 遅れ      |
| ------------- | --------------------- | ------- | ---------------------------------- | --------- |
| 関東広域圏    | TBSテレビ（TBS）      | TBS系列 | 2011年5月4日 13時55分 - 14時55分   | 制作局    |
| 新潟県        | 新潟放送（BSN）       | TBS系列 | 2011年5月25日 0時20分 - 1時20分    | 21日遅れ  |
| 熊本県        | 熊本放送（RKK）       | TBS系列 | 2011年6月11日 15時00分 - 16時00分  | 38日遅れ  |
| 愛媛県        | あいテレビ（itv）     | TBS系列 | 2011年6月27日 23時50分 - 翌0時50分 | 54日遅れ  |
| 岡山県 香川県 | 山陽放送（RSK）       | TBS系列 | 2011年7月3日 15時00分 - 16時00分   | 60日遅れ  |
| 静岡県        | 静岡放送（SBS）       | TBS系列 | 2011年7月27日 23時50分 - 翌0時50分 | 84日遅れ  |
| 石川県        | 北陸放送（MRO）       | TBS系列 | 2011年7月27日 23時50分 - 翌0時50分 | 84日遅れ  |
| 鹿児島県      | 南日本放送（MBC）     | TBS系列 | 2011年8月6日 14時00分 - 15時00分   | 94日遅れ  |
| 福島県        | テレビユー福島（TUF） | TBS系列 | 2011年9月4日 15時00分 - 16時00分   | 123日遅れ |
| 中京広域圏    | 中部日本放送（CBC）   | TBS系列 | 2011年9月15日 23時50分 - 翌0時50分 | 134日遅れ |
| 山形県        | テレビユー山形（TUY） | TBS系列 | 2011年9月25日 14時00分 - 15時00分  | 144日遅れ |
| 福岡県        | RKB毎日放送（RKB）    | TBS系列 | 2011年10月2日 14時00分 - 15時00分  | 151日遅れ |
| 長崎県        | 長崎放送（NBC）       | TBS系列 | 2011年10月22日 13時00分 - 13時54分 | 171日遅れ |

### レギュラー版（第1シリーズ）
| 放送対象地域  | 放送局                    | 系列    | 放送期間                       | 放送日時                           | 遅れ       |
| ------------- | ------------------------- | ------- | ------------------------------ | ---------------------------------- | ---------- |
| 関東広域圏    | TBSテレビ（TBS）          | TBS系列 | 2011年10月20日 - 2012年3月22日 | 木曜 23時50分 - 翌0時20分          | 制作局     |
| 北海道        | 北海道放送（HBC）         | TBS系列 | 2011年10月20日 - 2012年3月22日 | 木曜 23時50分 - 翌0時20分          | 同時ネット |
| 宮城県        | 東北放送（TBC）           | TBS系列 | 2011年10月20日 - 2012年3月22日 | 木曜 23時50分 - 翌0時20分          | 同時ネット |
| 静岡県        | 静岡放送（SBS）           | TBS系列 | 2011年10月20日 - 2012年3月22日 | 木曜 23時50分 - 翌0時20分          | 同時ネット |
| 石川県        | 北陸放送（MRO）           | TBS系列 | 2011年10月20日 - 2012年3月22日 | 木曜 23時50分 - 翌0時20分          | 同時ネット |
| 福岡県        | RKB毎日放送（RKB）        | TBS系列 | 2011年10月20日 - 2012年3月22日 | 木曜 23時50分 - 翌0時20分          | 同時ネット |
| 岡山県 香川県 | 山陽放送（RSK）           | TBS系列 | 2011年10月26日 - 2012年4月14日 | 土曜 1時25分 - 1時55分（金曜深夜） | 16日遅れ   |
| 中京広域圏    | 中部日本放送（CBC）       | TBS系列 | 2011年10月27日 - 2012年4月27日 | 金曜 0時20分 - 0時50分（木曜深夜） | 8日遅れ    |
| 青森県        | 青森テレビ（ATV）         | TBS系列 | 2011年11月1日 - 2012年4月10日  | 火曜 23時50分 - 翌0時20分          | 12日遅れ   |
| 新潟県        | 新潟放送（BSN）           | TBS系列 | 2011年11月1日 - 2012年4月3日   | 火曜 23時50分 - 翌0時20分          | 12日遅れ   |
| 長野県        | 信越放送（SBC）           | TBS系列 | 2011年11月1日 - 2012年3月20日  | 火曜 23時50分 - 翌0時20分          | 12日遅れ   |
| 近畿広域圏    | 毎日放送（MBS）           | TBS系列 | 2011年11月1日 - 2012年4月18日  | 火曜 23時55分 - 翌0時25分          | 19日遅れ   |
| 鹿児島県      | 南日本放送（MBC）         | TBS系列 | 2011年11月3日 - 2012年4月5日   | 木曜 0時10分 - 0時40分（水曜深夜） | 14日遅れ   |
| 長崎県        | 長崎放送（NBC）           | TBS系列 | 2011年11月3日 - 2012年4月5日   | 木曜 23時50分 - 翌0時25分          | 14日遅れ   |
| 富山県        | チューリップテレビ（TUT） | TBS系列 | 2011年11月14日 - 2012年5月3日  | 木曜 0時00分 - 0時30分（水曜深夜） | 35日遅れ   |
| 宮崎県        | 宮崎放送（MRT）           | TBS系列 | 2011年11月23日 - 2012年5月10日 | 木曜 0時50分 - 1時20分（水曜深夜） | 49日遅れ   |

### スペシャル版
| 放送対象地域  | 放送局名                  | 系列           | 放送日時                          | 遅れ       |
| ------------- | ------------------------- | -------------- | --------------------------------- | ---------- |
| 関東広域圏    | TBSテレビ（TBS）          | TBS系列        | 2012年1月12日 19時00分 - 20時54分 | 制作局     |
| 北海道        | 北海道放送（HBC）         | TBS系列        | 2012年1月12日 19時00分 - 20時54分 | 同時ネット |
| 青森県        | 青森テレビ（ATV）         | TBS系列        | 2012年1月12日 19時00分 - 20時54分 | 同時ネット |
| 宮城県        | 東北放送（TBC）           | TBS系列        | 2012年1月12日 19時00分 - 20時54分 | 同時ネット |
| 山形県        | テレビユー山形（TUY）     | TBS系列        | 2012年1月12日 19時00分 - 20時54分 | 同時ネット |
| 福島県        | テレビユー福島（TUF）     | TBS系列        | 2012年1月12日 19時00分 - 20時54分 | 同時ネット |
| 新潟県        | 新潟放送（BSN）           | TBS系列        | 2012年1月12日 19時00分 - 20時54分 | 同時ネット |
| 長野県        | 信越放送（SBC）           | TBS系列        | 2012年1月12日 19時00分 - 20時54分 | 同時ネット |
| 静岡県        | 静岡放送（SBS）           | TBS系列        | 2012年1月12日 19時00分 - 20時54分 | 同時ネット |
| 富山県        | チューリップテレビ（TUT） | TBS系列        | 2012年1月12日 19時00分 - 20時54分 | 同時ネット |
| 石川県        | 北陸放送（MRO）           | TBS系列        | 2012年1月12日 19時00分 - 20時54分 | 同時ネット |
| 近畿広域圏    | 毎日放送（MBS）           | TBS系列        | 2012年1月12日 19時00分 - 20時54分 | 同時ネット |
| 岡山県 香川県 | 山陽放送（RSK）           | TBS系列        | 2012年1月12日 19時00分 - 20時54分 | 同時ネット |
| 広島県        | 中国放送（RCC）           | TBS系列        | 2012年1月12日 19時00分 - 20時54分 | 同時ネット |
| 愛媛県        | あいテレビ（itv）         | TBS系列        | 2012年1月12日 19時00分 - 20時54分 | 同時ネット |
| 長崎県        | 長崎放送（NBC）           | TBS系列        | 2012年1月12日 19時00分 - 20時54分 | 同時ネット |
| 熊本県        | 熊本放送（RKK）           | TBS系列        | 2012年1月12日 19時00分 - 20時54分 | 同時ネット |
| 山梨県        | テレビ山梨（UTY）         | TBS系列        | 2012年1月19日 19時00分 - 20時54分 | 7日遅れ    |
| 福岡県        | RKB毎日放送（RKB）        | TBS系列        | 2012年1月29日 14時00分 - 16時00分 | 17日遅れ   |
| 岩手県        | IBC岩手放送（IBC）        | TBS系列        | 2012年2月10日 13時55分 - 15時50分 | 29日遅れ   |
| 鳥取県 島根県 | 山陰放送（BSS）           | TBS系列        | 2012年2月16日 19時00分 - 20時54分 | 35日遅れ   |
| 大分県        | 大分放送（OBS）           | TBS系列        | 2012年3月10日 14時00分 - 15時54分 | 58日遅れ   |
| 鹿児島県      | 南日本放送（MBC）         | TBS系列        | 2012年3月17日 14時00分 - 15時54分 | 65日遅れ   |
| 宮崎県        | 宮崎放送（MRT）           | TBS系列        | 2012年3月24日 14時00分 - 16時00分 | 72日遅れ   |
| 秋田県        | 秋田放送（ABS）           | 日本テレビ系列 | 2012年4月14日 12時00分 - 13時55分 | 93日遅れ   |
| 中京広域圏    | 中部日本放送（CBC）       | TBS系列        | 2012年4月15日 15時00分 - 17時00分 | 94日遅れ   |

### スペシャル版2・3
| 放送対象地域  | 放送局名                  | 系列           | 放送日時                                                           | 遅れ       |
| ------------- | ------------------------- | -------------- | ------------------------------------------------------------------ | ---------- |
| 関東広域圏    | TBSテレビ（TBS）          | TBS系列        | 2012年3月22日 21時00分 - 22時48分 2012年7月3日 19時00分 - 20時54分 | 制作局     |
| 北海道        | 北海道放送（HBC）         | TBS系列        | 2012年3月22日 21時00分 - 22時48分 2012年7月3日 19時00分 - 20時54分 | 同時ネット |
| 青森県        | 青森テレビ（ATV）         | TBS系列        | 2012年3月22日 21時00分 - 22時48分 2012年7月3日 19時00分 - 20時54分 | 同時ネット |
| 岩手県        | IBC岩手放送（IBC）        | TBS系列        | 2012年3月22日 21時00分 - 22時48分 2012年7月3日 19時00分 - 20時54分 | 同時ネット |
| 宮城県        | 東北放送（TBC）           | TBS系列        | 2012年3月22日 21時00分 - 22時48分 2012年7月3日 19時00分 - 20時54分 | 同時ネット |
| 山形県        | テレビユー山形（TUY）     | TBS系列        | 2012年3月22日 21時00分 - 22時48分 2012年7月3日 19時00分 - 20時54分 | 同時ネット |
| 福島県        | テレビユー福島（TUF）     | TBS系列        | 2012年3月22日 21時00分 - 22時48分 2012年7月3日 19時00分 - 20時54分 | 同時ネット |
| 山梨県        | テレビ山梨（UTY）         | TBS系列        | 2012年3月22日 21時00分 - 22時48分 2012年7月3日 19時00分 - 20時54分 | 同時ネット |
| 新潟県        | 新潟放送（BSN）           | TBS系列        | 2012年3月22日 21時00分 - 22時48分 2012年7月3日 19時00分 - 20時54分 | 同時ネット |
| 長野県        | 信越放送（SBC）           | TBS系列        | 2012年3月22日 21時00分 - 22時48分 2012年7月3日 19時00分 - 20時54分 | 同時ネット |
| 静岡県        | 静岡放送（SBS）           | TBS系列        | 2012年3月22日 21時00分 - 22時48分 2012年7月3日 19時00分 - 20時54分 | 同時ネット |
| 富山県        | チューリップテレビ（TUT） | TBS系列        | 2012年3月22日 21時00分 - 22時48分 2012年7月3日 19時00分 - 20時54分 | 同時ネット |
| 石川県        | 北陸放送（MRO）           | TBS系列        | 2012年3月22日 21時00分 - 22時48分 2012年7月3日 19時00分 - 20時54分 | 同時ネット |
| 中京広域圏    | 中部日本放送（CBC）       | TBS系列        | 2012年3月22日 21時00分 - 22時48分 2012年7月3日 19時00分 - 20時54分 | 同時ネット |
| 近畿広域圏    | 毎日放送（MBS）           | TBS系列        | 2012年3月22日 21時00分 - 22時48分 2012年7月3日 19時00分 - 20時54分 | 同時ネット |
| 鳥取県 島根県 | 山陰放送（BSS）           | TBS系列        | 2012年3月22日 21時00分 - 22時48分 2012年7月3日 19時00分 - 20時54分 | 同時ネット |
| 岡山県 香川県 | 山陽放送（RSK）           | TBS系列        | 2012年3月22日 21時00分 - 22時48分 2012年7月3日 19時00分 - 20時54分 | 同時ネット |
| 広島県        | 中国放送（RCC）           | TBS系列        | 2012年3月22日 21時00分 - 22時48分 2012年7月3日 19時00分 - 20時54分 | 同時ネット |
| 山口県        | テレビ山口（tys）         | TBS系列        | 2012年3月22日 21時00分 - 22時48分 2012年7月3日 19時00分 - 20時54分 | 同時ネット |
| 愛媛県        | あいテレビ（itv）         | TBS系列        | 2012年3月22日 21時00分 - 22時48分 2012年7月3日 19時00分 - 20時54分 | 同時ネット |
| 高知県        | テレビ高知（KUTV）        | TBS系列        | 2012年3月22日 21時00分 - 22時48分 2012年7月3日 19時00分 - 20時54分 | 同時ネット |
| 福岡県        | RKB毎日放送（RKB）        | TBS系列        | 2012年3月22日 21時00分 - 22時48分 2012年7月3日 19時00分 - 20時54分 | 同時ネット |
| 長崎県        | 長崎放送（NBC）           | TBS系列        | 2012年3月22日 21時00分 - 22時48分 2012年7月3日 19時00分 - 20時54分 | 同時ネット |
| 熊本県        | 熊本放送（RKK）           | TBS系列        | 2012年3月22日 21時00分 - 22時48分 2012年7月3日 19時00分 - 20時54分 | 同時ネット |
| 大分県        | 大分放送（OBS）           | TBS系列        | 2012年3月22日 21時00分 - 22時48分 2012年7月3日 19時00分 - 20時54分 | 同時ネット |
| 宮崎県        | 宮崎放送（MRT）           | TBS系列        | 2012年3月22日 21時00分 - 22時48分 2012年7月3日 19時00分 - 20時54分 | 同時ネット |
| 鹿児島県      | 南日本放送（MBC）         | TBS系列        | 2012年3月22日 21時00分 - 22時48分 2012年7月3日 19時00分 - 20時54分 | 同時ネット |
| 沖縄県        | 琉球放送（RBC）           | TBS系列        | 2012年3月22日 21時00分 - 22時48分 2012年7月3日 19時00分 - 20時54分 | 同時ネット |
| 秋田県        | 秋田放送（ABS）           | 日本テレビ系列 | 2012年9月8日 14時00分 - 15時50分 （スペシャル版2）                 | 170日遅れ  |

### レギュラー版（第2シリーズ）
- あくまでローカルセールス枠の番組のため、通常時同時ネット局でも特別番組などで休止・他日振り替えとなる場合がある一方で、通常時同時ネットしない局であっても臨時同時ネットとすることがあった。ネットワークセールス枠となる20時台にまたがるスペシャル版については、改編期に放送されるものはTBS系列全局で全編同時ネットであるが[注 13]、改編期以外に放送されるものは主に通常時同時ネットしない一部地域において20:00 - 20:54にTBSからの裏送りで54分短縮版を放送した。

| 放送対象地域  | 放送局名                  | 放送開始日     | 放送時間                  | 遅れ日数      | 後日放送の有無 |
| ------------- | ------------------------- | -------------- | ------------------------- | ------------- | -------------- |
| 関東広域圏    | TBSテレビ（TBS）          | 2012年10月8日  | 月曜 19時00分 - 20時00分  | 制作局        | 無             |
| 北海道        | 北海道放送（HBC）         | 2012年10月8日  | 月曜 19時00分 - 20時00分  | 同時ネット    | 無             |
| 青森県        | 青森テレビ（ATV）         | 2012年10月8日  | 月曜 19時00分 - 20時00分  | 同時ネット    | 無             |
| 岩手県        | IBC岩手放送（IBC）        | 2012年10月8日  | 月曜 19時00分 - 20時00分  | 同時ネット    | 無             |
| 山形県        | テレビユー山形（TUY）     | 2012年10月8日  | 月曜 19時00分 - 20時00分  | 同時ネット    | 無             |
| 福島県        | テレビユー福島（TUF）     | 2012年10月8日  | 月曜 19時00分 - 20時00分  | 同時ネット    | 有             |
| 山梨県        | テレビ山梨（UTY）         | 2015年4月6日   | 月曜 19時00分 - 20時00分  | 同時ネット    | 無             |
| 新潟県        | 新潟放送（BSN）           | 2012年10月8日  | 月曜 19時00分 - 20時00分  | 同時ネット    | 無             |
| 長野県        | 信越放送（SBC）           | 2012年10月8日  | 月曜 19時00分 - 20時00分  | 同時ネット    | 無             |
| 富山県        | チューリップテレビ（TUT） | 2012年10月8日  | 月曜 19時00分 - 20時00分  | 同時ネット    | 有             |
| 石川県        | 北陸放送（MRO）           | 2012年10月8日  | 月曜 19時00分 - 20時00分  | 同時ネット    | 無             |
| 中京広域圏    | CBCテレビ（CBC）          | 2012年10月27日 | 月曜 19時00分 - 20時00分  | 同時ネット    | 無             |
| 鳥取県 島根県 | 山陰放送（BSS）           | 2012年10月8日  | 月曜 19時00分 - 20時00分  | 同時ネット    | 無             |
| 岡山県 香川県 | 山陽放送（RSK）           | 2012年10月8日  | 月曜 19時00分 - 20時00分  | 同時ネット    | 無             |
| 広島県        | 中国放送（RCC）           | 2012年10月8日  | 月曜 19時00分 - 20時00分  | 同時ネット    | 無             |
| 山口県        | テレビ山口（tys）         | 2012年10月8日  | 月曜 19時00分 - 20時00分  | 同時ネット    | 無             |
| 高知県        | テレビ高知（KUTV）        | 2012年10月8日  | 月曜 19時00分 - 20時00分  | 同時ネット    | 無             |
| 福岡県        | RKB毎日放送（RKB）        | 2012年10月31日 | 月曜 19時00分 - 20時00分  | 同時ネット    | 無             |
| 長崎県        | 長崎放送（NBC）           | 2012年10月8日  | 月曜 19時00分 - 20時00分  | 同時ネット    | 無             |
| 熊本県        | 熊本放送（RKK）           | 2012年10月8日  | 月曜 19時00分 - 20時00分  | 同時ネット    | 無             |
| 大分県        | 大分放送（OBS）           | 2012年10月8日  | 月曜 19時00分 - 20時00分  | 同時ネット    | 無             |
| 沖縄県        | 琉球放送（RBC）           | 2012年10月8日  | 月曜 19時00分 - 20時00分  | 同時ネット    | 無             |
| 鹿児島県      | 南日本放送（MBC）         | 2012年10月20日 | 土曜 14時00分 - 14時55分  | 12日遅れ      | 無             |
| 近畿広域圏    | 毎日放送（MBS）           | 2013年7月3日   | 水曜 23時53分 - 翌0時57分 | 73 - 17日遅れ | 無             |
| 宮城県        | 東北放送（TBC）           | 2012年10月8日  | 水曜 14時55分 - 15時51分  | 不明          | 無             |

スペシャル回のみのネット局
- 静岡放送（SBS） - 従来から通常放送版については非ネット[注 31]。
- 宮崎放送（mrt） - 開始から2014年6月まで同時ネット[注 32]。
- あいテレビ（itv） - 開始から2015年6月まで同時ネット[注 33]。

### その他
- 2013年3月11日は東北放送を除くTBS系列全局で『3・11報道特別番組 大震災2年 復興と現実〜被災地の「今」あなたは知っていますか〜・第2部』（18:15 - 19:55）放送のため、当番組は休止された[6]（東北放送に限り、自社制作の報道特別番組放送のため、当番組を休止[7]）。
- 2013年7月8日・10月7日・2014年1月13日は、通常19:55から放送される次回予告番組『来週の（次回の）私の何がイケないの?』が、この日から開始する『月曜ミステリーシアター』の新作の予告番組『もうすぐ名もなき毒』・『もうすぐ刑事のまなざし』・『もうすぐ隠蔽捜査』にそれぞれ差し替えられる。
- 2014年1月6日放送分の新春SPはTBSおよび当時スペシャル回のみのネット局であった北陸放送のみ、第1部（18:45 - 19:00）から放送したが、他の系列局全局では第2部（19:00 - 20:49）のみ放送。
- 2014年1月13日放送分はTBSのみ第1部（18:45 - 19:00）から放送し、他の当日のネット局全局では第2部（19:00 - 19:55）のみ放送。

## ミニ番組

### 来週（次回）の私の何がイケないの?
月曜に移行後、TBSに限り本番組終了後の19:57 - 19:59（番組表上は、19:55 - 20:00）に放送。
『炎の体育会TV』の直後に放送されていた『週刊!炎の体育会TV』の枠をそのまま引き継いだもの。スポンサーも引き続きFJネクストの一社提供であったが、2015年4月6日放送分の本番組の放送時間を5分拡大を機に終了した。

## スタッフ
●=2012年10月8日放送分から加入した者、○=2013年10月以降に加入した者、□=2014年10月以降に加入した者、▽=2015年3月23日放送分時点以降に加入した者、※=スペシャル版2のみ携わった者をそれぞれ示す
- 構成：桜井慎一、尾首大樹、杉山奈緒子、アリエシュンスケ、利光宏治、林田晋一、小林のん（アリエ以降●）
- ナレーター：大塚芳忠、太田真一郎▽
- リサーチ：リベラス、ライターズオフィス（共に●）
- TM：丹野至之▽
- TD：寺尾昭彦
- カメラ：江浦友樹
- VE：木野内洋、宮本民雄□、青木孝憲▽
- 音声：宇野仁美●
- 照明：夏井茂之●、渋谷康治▽
- CG：大森清一郎（スタジオグーニーズ）
- 編集：大北恵美▽
- MA：右田安昌、山本宗太（共に▽）
- 音効：高取謙、岡沢秀二（Thee BLUEBEAT、●）
- 美術プロデューサー：中西忠司▽
- 美術デザイン：木村真梨子
- 美術制作：芳賀基広
- 装置：相良比佐夫、今野貴司（今野は●）
- アクリル装飾：渡邊卓也●
- 衣装：渥美智恵●
- 持ち道具：小澤友香●
- ヘアメイク：西尾さゆり▽
- 電飾：森田光俊□
- 装飾：野呂利勝●
- 花装飾：菊池起矢
- 技術協力：スウィッシュ・ジャパン、キャミックス（共に●以前はロケ技術）、東京オフラインセンター
- 編成：辻有一●、今井夏木▽
- 宣伝：安倍由美（途中から）、河野裕之▽
- TK：岸田純子（途中から）
- デスク：渡辺香織
- マネージメントプロデューサー：豊田壮一▽
- AD：横田裕昌、阪本知哉、滝航、深海真吾、太田直登、小谷拓也、大塚朋之、吉原崇弥、岩本紗季、吉原沙弥香、藤田大樹、藤本太郎、土田浩之、竹本翔、前田晋平、小泉竜、辻村真純、大野道子、和田悟、伴在亮太、清原悠、伊集院涼、栗原未紗、阿部佑哉、泉愛実、上野浩幸
- AP：中野加奈子●、大谷真弓●（大谷→以前はディレクター→制作進行）、松田つばさ▽、林貴恵□、好田康智▽、下條有紀※□、田澤春菜▽、山本千穂□、全眩伶▽、勝又郁乃▽
- ディレクター：藤井敏嗣●、亀崎裕介、溝田和史、篠原輝成□、小林恵美□、岩永紗代美□、林浩平○、小澤博之●、光用さやか●、佐藤秀樹□、近藤創●、伊豫直哉●、森山史崇□、落合圭太、尾越功□、大内優介○、橋本佑季（橋本→以前はAD）、佐藤賢二□、照井有□、井筒栄志（井筒→2012年10月8日 - 2014年2月中旬頃までは制作進行、それ以前にはディレクター）、東海林明、筏津英一▽、鈴木恵介▽、早田翔（早田→以前はAD）、高橋謙▽
- 演出：坂下勝己▽、横山健一、平野彰子●、林博史（2014年2月中旬頃 - 以前はディレクター）、冨田雅也・、松原裕
- 総合演出：川平秀二
- プロデューサー：三島圭太／寺田淳史（寺田→以前はディレクター）、木内美歩、関原奈津子●（以前はAP）、有田武史●（以前は演出）、森田篤●（森田→以前はディレクター）、山崎文菜、小沢英治▽、今井真木子●（今井→以前はAP）
- 制作協力：スクイズ、D:COMPLEX、FOOLEN LARGE、てっぱん、THE WORKS
- 製作著作：TBS

### 過去のスタッフ
※=スペシャル版2のみ携わった者、●=2012年10月8日放送分から加入した者、○=2013年10月以降に加入した者をそれぞれ示す
- ナレーター：TBSアナウンサー（吉田明世、水野真裕美、堀井美香、杉山真也）、山田みほ（全員※）
- TM：高松央、山下直○
- 音声：山田健吾、北村玲奈
- PA：井上忠紀、葉桐慶次（共に※）
- 照明：伊倉邦夫
- 音効：幾代学、吉田紗和子（SPOT、吉田のみ※）
- 編集：藤田信・木戸利彦●（オムニバス・ジャパン）
- MA：水野貴浩・水落洋一郎●・轉石裕治○（オムニバス・ジャパン）
- 美術プロデューサー：山口智広
- 電飾：斉藤貴之
- アクリル装置：鈴木正樹
- メイク：アートメイク・トキ
- ヘアメイク：高梨祐子●
- リサーチ：大森智仁（リベラス）、金田佑馬（フォーミュレーション）
- 編成：坂田栄治
- TK：野村佳乃子
- マネージメントプロデューサー：西川永哲●、稲見亜矢▽
- AP：松本定子●、遠藤恵子●、中村恵、小澤慧里子、中垣佐知子、竹内まり子○
- AP補：前田杏紗
- ディレクター：八島崇行●、松田こずえ●、藤原将人●、小林弘典●、岩本啓助●、佐藤正子、柳瀬寿明、小林圭子●、田崎貴裕、松延由子●、佐藤真吾、馬場良仁、田中義巳○
- 演出：武田治、渡辺資、川俣和也、井手比佐士、神尾祐輔●、藤井健太郎●、萩森豪、高橋智大□
- プロデューサー：御法川隼斗、薊眞●（以前はAP）、石岡茂雄※（以前はキャスティングプロデューサー）、岡本計●、飛戸亜紀□、大村和史□
- チーフプロデューサー：合田隆信
- 制作協力：タノシナル